# Organisation des institutions supérieures de contrôle des finances publiques d'Europe
EUROSAI est l’acronyme de l’Organisation des institutions supérieures de contrôle des finances publiques d'Europe. EUROSAI est l’un des groupes régionaux de l'Organisation internationale des institutions supérieures de contrôle des finances publiques (INTOSAI).
À ce jour, EUROSAI comprend 50 membres : les institutions supérieures de contrôle des finances publiques (ISC) de 49 pays ainsi que la Cour des comptes européenne.
INTOSAI comprend 191 membres à part entière: les Institutions supérieures de contrôle des finances publiques (ISC) de 190 pays, la Cour des comptes européenne  ainsi que 4 membres associés, et est répertorié comme un organisme lié aux Nations unies.

## Historique
EUROSAI a été créé en 1990 avec 30 membres (les ISC de 29 pays européens et la Cour des comptes européenne). Aujourd’hui, le nombre de ses membres s’élève à 50 ,,,(les ISC de 49 pays européens ainsi que la cour des comptes européenne).
Bien qu’EUROSAI soit le plus récent  des sept groupes de travail régionaux d’INTOSAI, l’idée d’une organisation européenne des ISC remonte à la fondation d’INTOSAI en 1953. La première étape active en vue de la création d’EUROSAI a eu lieu en 1974, lors du VIIIe congrès de l’INTOSAI à Madrid (1974). Entre 1975 et 1989, les ISC de l’Italie et de l’Espagne, avec l’aide du comité de contact des chefs des ISC de la communauté économique des pays européens, ont ouvert la voie à l’EUROSAI, en préparant les premières ébauches des statuts de l’EUROSAI. En juin 1989, le XIIIe congrès de l’INTOSAI qui s’est tenu à Berlin a adopté « la déclaration de Berlin», qui comprend l’accord de création de l’Organisation Européenne des ISC.
En novembre 1990, la conférence constitutive ainsi que le premier congrès de l’EUROSAI se sont tenus  à Madrid (Espagne). Lors de cet événement, le premier président de l’EUROSAI ainsi que le comité directeur ont été  élus, les statuts débattus puis  approuvés et le siège ainsi que le secrétariat général  établis. 

## Ses tâches
Les objectifs de l’organisation, définis à l’article 1 de ses statuts, sont de promouvoir la coopération professionnelle entre les membres des ISC, d’encourager l’échange d’informations et de documentation, de faire progresser l’étude de l’audit dans le secteur public, de stimuler la création de chaires universitaires sur le sujet et d’œuvrer  à l’harmonisation de la terminologie de l’audit dans le secteur public.

## Ses organes
L’EUROSAI entreprend son activité à travers trois organes, à savoir, le congrès, le comité directeur et le secrétariat.

### Le Congrès

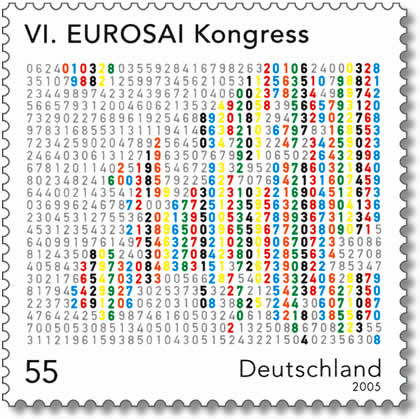
Timbre postal allemand émis en 2005 à l'occasion du VIe congrès de Bonn

Conformément aux statuts de l’organisation, le congrès de l’EUROSAI est l’autorité suprême de l’organisation et est composé de tous ses membres. Il est convoqué tous les trois ans. Jusqu’à aujourd’hui, les congrès suivants se sont tenus dans les lieux suivants :
- 1990 : Madrid (Espagne) — Conférence constitutive
- 1993 : Stockholm (Suède)
- 1996 : Prague, (République tchèque)
- 1999 : Paris, (France)
- 2002 : Moscou (Russie)
- 2005 : Bonn (Allemagne)
- 2008 : Cracovie (Pologne)[10],[11]
- 2011: Lisbonne (Portugal)[12]
- 2014 : La Haye (Pays-Bas)
- 2017 : Istanbul (Turquie)

Le prochain congrès doit se tenir en 2020 en République tchèque.

### Comité directeur
Selon les statuts, le comité directeur de l’EUROSAI est composé de huit membres : quatre membres à part entière (les présidents des ISC qui ont accueilli les deux dernières sessions ordinaires du congrès, le président de l’ISC qui doit tenir la prochaine session ordinaire du congrès et le secrétaire général de l’EUROSAI), et trois membres élus par le congrès pour une période de six ans (deux membres renouvelables tous les trois ans). Les chefs des ISC qui font partie du comité directeur de l’INTOSAI et sont membres de l’EUROSAI participent également  au comité directeur, mais en tant qu’observateurs.

### Secrétariat
Le secrétariat est tenu  en permanence par l’ISC d’Espagne (Tribunal de Cuentas), qui est aussi le siège de l’EUROSAI.

## Plan stratégique
Le VIIIe congrès de l’EUROSAI de Lisbonne a adopté le plan stratégique 2011-2017. Ce premier plan stratégique définit la mission, la vision et les valeurs de l’organisation : 
- la mission: l’EUROSAI est l’organisation des institutions supérieures de contrôle en Europe. Ses membres travaillent ensemble dans le but de renforcer l’audit du secteur public dans la région, contribuant de ce fait au travail de l’INTOSAI.
- la vision: l’EUROSAI promeut la bonne gouvernance, y compris la responsabilité, la transparence et l’intégrité. Il offre un cadre dynamique de coopération et aide ses membres à s’acquitter de leurs mandats de la meilleure façon possible.
- les valeurs: l’indépendance, l’intégrité, le professionnalisme, la crédibilité, l’intégration, la coopération, l’innovation, la durabilité et le respect de l’environnement.

Il est fondé sur quatre objectifs stratégiques  qui reflètent les besoins et les priorités de l’adhésion à l’organisation :
- Objectif Équipe 1 – Renforcement des capacités : le renforcement des capacités des ISC signifie le développement des compétences, des connaissances, des structures et des méthodes de travail qui rendent une organisation plus efficace, en s’appuyant sur ses forces existantes ainsi que ses lacunes et faiblesses. L’EUROSAI s’est engagée à faciliter le développement d’ISC fortes, indépendantes et hautement professionnelles.
- Objectif Équipe 2 – Normes professionnelles : dans le but d’exercer leur fonction de manière compétente et avec professionnalisme, les ISC ont besoin d’un cadre de normes professionnelles internationales à jour. L’INTOSAI développe le référentiel de ces normes (ISSAI). L’EUROSAI va promouvoir et faciliter leur mise en œuvre par ses membres en fonction de leurs tâches et de leurs besoins respectifs.
- Objectif Équipe 3 – Partage des connaissances : Afin de renforcer l’audit du secteur public, la comptabilité, la bonne gouvernance et la transparence dans la région, EUROSAI vise à améliorer le partage des connaissances, de l’information et des expériences entre ses membres et avec les partenaires externes.
- Objectif Équipe 4 – Gouvernance et communication : Afin de remplir sa mission de manière efficace et d’améliorer sa capacité à faire face aux demandes de ses membres, l’EUROSAI doit être bien gérée. Le modèle actuel a été conçu conformément aux principes de bonne gouvernance et de communication efficace. Ce modèle reflète également les objectifs stratégiques, encourage la participation la plus large possible des ISC membres dans  les travaux de l’organisation et établit des liens solides entre tous les organes de l’EUROSAI qui sont impliqués dans la mise en œuvre du plan stratégique.